# قصر النعمان بن المنذر
قصر النعمان بن المنذر هو أحد معالم مدينة النجف التاريخية يعتبر من القصور التي تعود لمملكة الحيرة القديمة ودولة المناذرة اللخميين والتي كان لها الشأن الكبير في التاريخ العربي في عصر ماقبل الإسلام وقد بقيت اثارها شاخصة تساير أحداث التاريخ وتصاحبه وتغنى الشعراء بأطلالها وآثارها .